# Ganon
Ganon (Ganondorf, når han er i sin menneskeform) er hovedskurken i spilserien The Legend of Zelda.
Han ses ofte i hans originale dæmonform, men siden The Legend of Zelda: Ocarina of Time har han optrådt i form af en Geruda, som minder mere om et menneske. Han optræder i hoveddelen af spilserien.
- The Legend of Zelda Ganon har den simple rolle som skurken, der har overtaget landet Hyrule med sin hær af monstre.
- Zelda II: The Adventure of Link En kult, der tilbeder Ganon, forsøger at genoplive Ganon efter hans fald i det forrige spil. Game over-skærmen viser Ganon tilbagekomst efter Links død.
- The Legend of Zelda: A Link to the Past Ganon er endnu engang hovedskurken. Hans baggrundshistorie er nu, at han var en tyv af Geruda-racen ved navn Ganondorf. Han blev til den demon, Ganon, og forsøgte at overtage verden. Da det fejlede, blev han bandlyst til 'Dark world', og han forsøger nu at vende tilbage til den normale verden.
- The Legend of Zelda: Ocarina of Time  Denne gang får vi faktisk lov til at opleve Ganondorfs baggrundshistorie i spillet. Spillet slutter med at Ganon bliver bandlyst til Dark World.
- The Legend of Zelda: The Wind Waker Ganondorf forsøger endnu engang at samle Triforce, så han kan overtage verden.
- The Legend of Zelda: Twilight Princess. Ganon samarbejde med skurken Zant, så de kan overtage Hyrule.
- The Legend of Zelda: Breath of the Wild Ganon forsøger endnu engang at overtage Hyrule, men denne gang via teknologien, som er spredt ud over Hyrule.

Ganon fremtræder også i:
- Zelda: The Wand of Gamelon
- Link: The Faces of Evil
- Zelda's Adventure

Men det er dog Phillips, og ikke Nintendo, der har lavet disse tre spil.
| Spilfigurer | Spire Denne spilfigur-relaterede artikel er en spire som bør udbygges. Du er velkommen til at hjælpe Wikipedia ved at udvide den. |